# Courbesseaux
Courbesseaux település Franciaországban, Meurthe-et-Moselle megyében. Lakosainak száma 388 fő (2022. január 1.). Courbesseaux Drouville, Gellenoncourt, Haraucourt, Hoéville, Réméréville és Serres községekkel határos.

## Népesség
A település népességének változása:
| Lakosok száma | 96   | 187  | 184  | 202  | 302  | 323  | 337  | 366  | 373  | 388  |
|               | 1968 | 1982 | 1990 | 2006 | 2013 | 2015 | 2017 | 2019 | 2020 | 2022 |